# Ленгонь
Ленгонь (пол. Łęgoń) — село в Польщі, у гміні Всхова Всховського повіту Любуського воєводства.
Населення — 228 осіб (2011).
У 1975-1998 роках село належало до Лешненського воєводства.

## Демографія
Демографічна структура станом на 31 березня 2011 року:
|          | Загалом | Допрацездатний вік | Працездатний вік | Постпрацездатний вік |
| -------- | ------- | ------------------ | ---------------- | -------------------- |
| Чоловіки | 122     | 33                 | 77               | 12                   |
| Жінки    | 106     | 25                 | 57               | 24                   |
| Разом    | 228     | 58                 | 134              | 36                   |